# Oskar Tyszko
Oskar Tyszko (* 10. Januar 1909 in Bolderāja; † 25. März 1975 bei Borgsdorf) war ein deutscher Bibliothekar.

## Leben
Er studierte Romanistik, Anglistik, Germanistik, Geschichte und Philosophie und wurde am 12. Januar 1940 in Gießen zum Dr. phil. promoviert. Nach Stationen in Berlin, Straßburg und Göttingen wurde er 1946 Oberbibliothekar an der Universitätsbibliothek der Humboldt-Universität zu Berlin, 1952 Abteilungsdirektor an der Deutschen Staatsbibliothek Berlin und 1961 Oberbibliotheksdirektor der Universitätsbibliothek der Humboldt-Universität. 
Außerdem war er Leiter der Erwerbungsabteilung und Vorsitzender der Bibliothekskommission für Erwerbungsfragen beim Staatssekretariat für Hochschulwesen sowie Mitglied im Beirat für Wissenschaftliche Bibliotheken beim Ministerium für das Hoch- und Fachschulwesen der DDR.

## Schriften (Auswahl)
- Beiträge zu den Flugschriften Lazarus Spenglers. Gießen 1939, OCLC 1046201405.
- Jean Massin: Robespierre. Berlin 1978, OCLC 803975844.